# Bianchi 12 HP
Der Bianchi 12 HP ist ein Pkw-Modell. Hersteller war Bianchi aus Italien.

## Beschreibung
Das Fahrzeug wurde 1903 im Verkaufskatalog von Bianchi aufgelistet. Es hatte einen Vierzylindermotor. Jeweils zwei Zylinder waren paarweise gegossen. Ein Motorenhersteller wird in den Quellen nicht genannt; deshalb ist anzunehmen, dass Bianchi den Motor selber herstellte. Er leistete 12 PS.
Der Motor war wassergekühlt und vorn längs im Fahrgestell eingebaut. Die Motorleistung wurde über eine Welle bis etwa zur Fahrzeugmitte und von dort über Ketten auf die Hinterräder übertragen. Das Getriebe hatte vier Vorwärtsgänge und einen Rückwärtsgang. An den Seiten hatte die Motorhaube jeweils zehn schräg nach hinten geneigte Lüftungsschlitze. Die gezeigte Karosserie war im Bereich der vorderen Sitzbank seitlich offen, dahinter war ein geschlossenes Abteil mit Seitenfenster. Der Zugang erfolgte vermutlich durch eine Hecktür, wie bei einem Tonneau. Das Dach erstreckte sich über den gesamten Passagierbereich. Eine Windschutzscheibe ist zu erahnen.
Ein Foto zeigt eine modernere Version von 1905. Eine für die Zeit typische Motorhaube verjüngte sich im oberen Bereich zur Mitte hin. Davor war ein großer Kühlergrill. Der obere Abschnitt der Windschutzscheibe konnte vor den unteren Teil geklappt werden. Zwischen den Kotflügeln waren lange Trittbretter. Der Aufbau war ein Doppelphaeton mit seitlichen Türen zur hinteren Sitzbank. Außerdem gab es ein großes Verdeck.
Der spätere Tipo S wurde gelegentlich auch 12 HP genannt.